# Janusz Przybylski

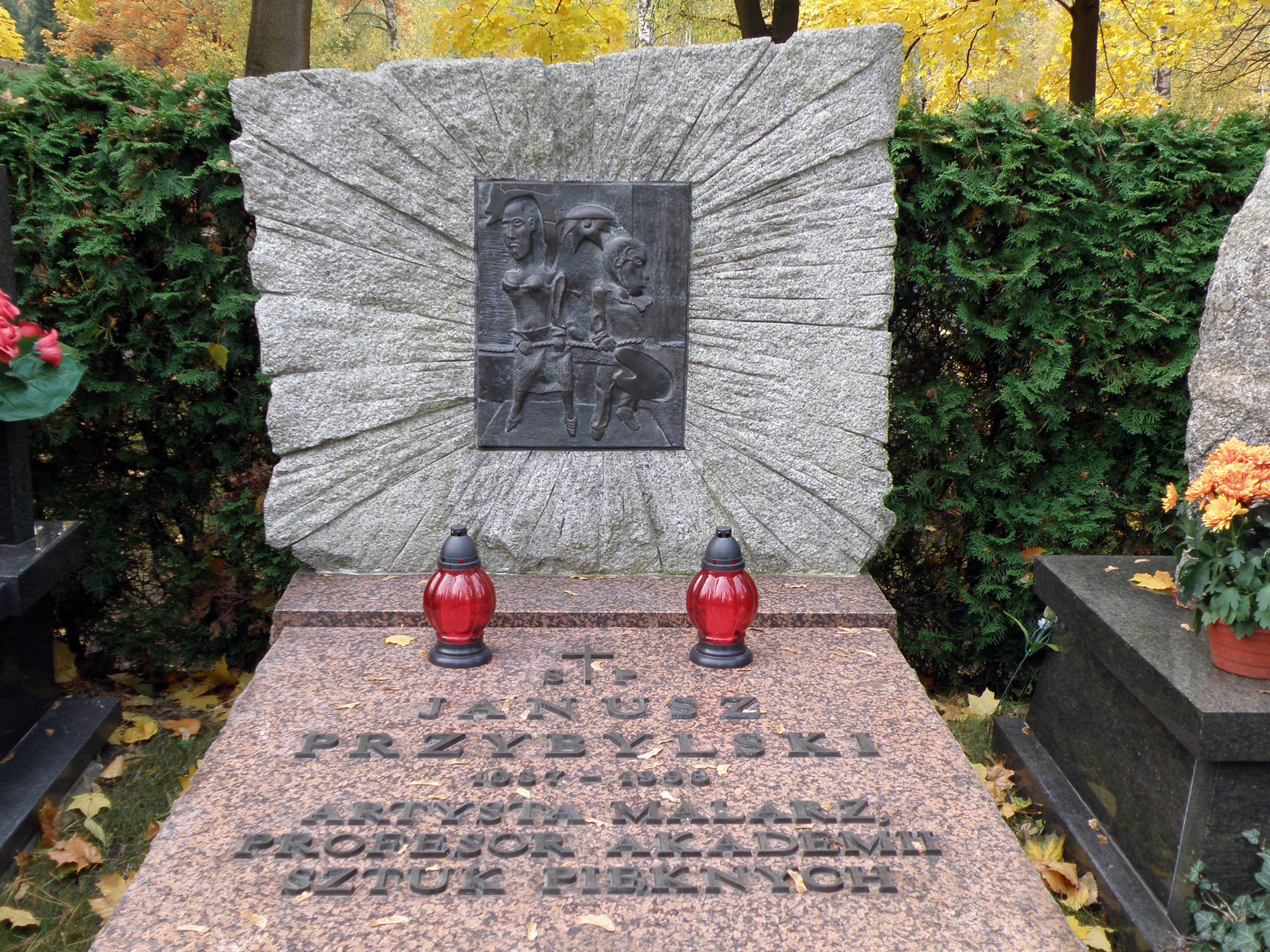
Grób J.. Przybylskiego na Powązkach Wojskowych

Janusz Ludwik Przybylski (ur. 4 września 1937 w Poznaniu, zm. 2 lipca 1998 w Warszawie) – polski malarz i grafik, uważany za czołowego reprezentanta nowej figuracji w Polsce.

## Życiorys
Uczył się w poznańskim liceum plastycznym, a studiował w latach 1957–1963 na Akademii Sztuk Pięknych w Warszawie pod kierunkiem Aleksandra Kobzdeja (dyplom z wyróżnieniem). Od 1964 pracował jako wykładowca na tej uczelni. W 1987 otrzymał tytuł profesora. W 1991 został profesorem zwyczajnym. Początkowo interesował się abstrakcją ekspresyjną, szybko wypracował jednak własny styl, skupiając się na sztuce figuratywnej. Inspirował się pracami Francisa Bacona, Pabla Picassa, szkicami Velazqueza i grafikami Goi. Po roku 1970 zaczął się zwracać w stronę hiperrealizmu, a inspiracjami dla niego byli wówczas Toulouse-Lautrec i Edward Kienholz. Pod koniec życia malował obrazy, w których głównym elementem był motyw skręconej, czasem mocno zasupłanej, liny. Nazywał ten kierunek "lin-artem".
J. Przybylski miał przeszło 60 wystaw indywidualnych w kraju i zagranicą.
Pochowany na cmentarzu Powązki Wojskowe w Warszawie (kwatera A3 tuje-3-35).

## Nagrody
- główna nagroda VI Internationale Graphik Ausstelung w Wiedniu (1968)[2]
- nagroda specjalna II Międzynarodowego Biennale Grafiki w Krakowie (1968)[2]
- pierwsza nagroda I Ogólnopolskiego Konkursu na Grafikę w Łodzi (1969)[2]
- złoty medal Międzynarodowego Biennale w Saŏ Paulo (1971)[2]

## Główne prace
- 1968 – Wizyta, Grupa na wolnym powietrzu, Oczekiwanie
- 1969 – Garnitury – zmiana koszuli, Z głową w dłoniach, Koszula zmęczona, Zaszczute zwierzątko, Na ludzi patrzę
- 1970 – Zbiór T. P.
- 1971 – Przy drzwiach otwartych, Mamidło, Informacja z gazety
- 1974 – Gabloty, Dokumenty
- 1991 – Błyski
- 1992 – Sonata jesienna

Duży zbiór prac Przybylskiego, prawie 50 obiektów, znajduje się w zbiorach Muzeum Narodowego w Poznaniu, prace tego artysty są też w kolekcji Tate Gallery, Albertiny, Muzeum Narodowego w Warszawie oraz w Zachęcie.